# Férula papal

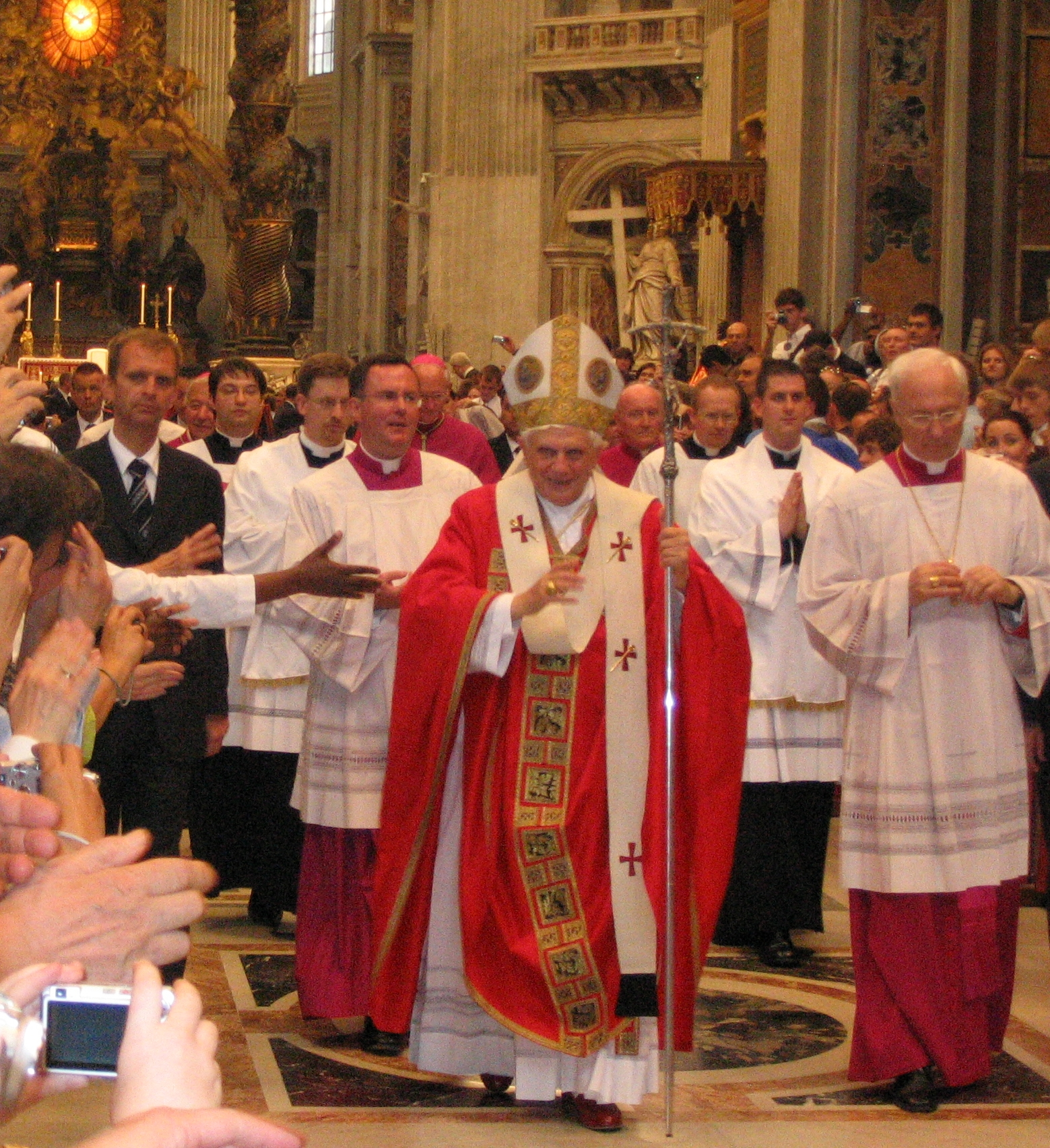
Bento XVI com a férula criada por Lello Scorzellina

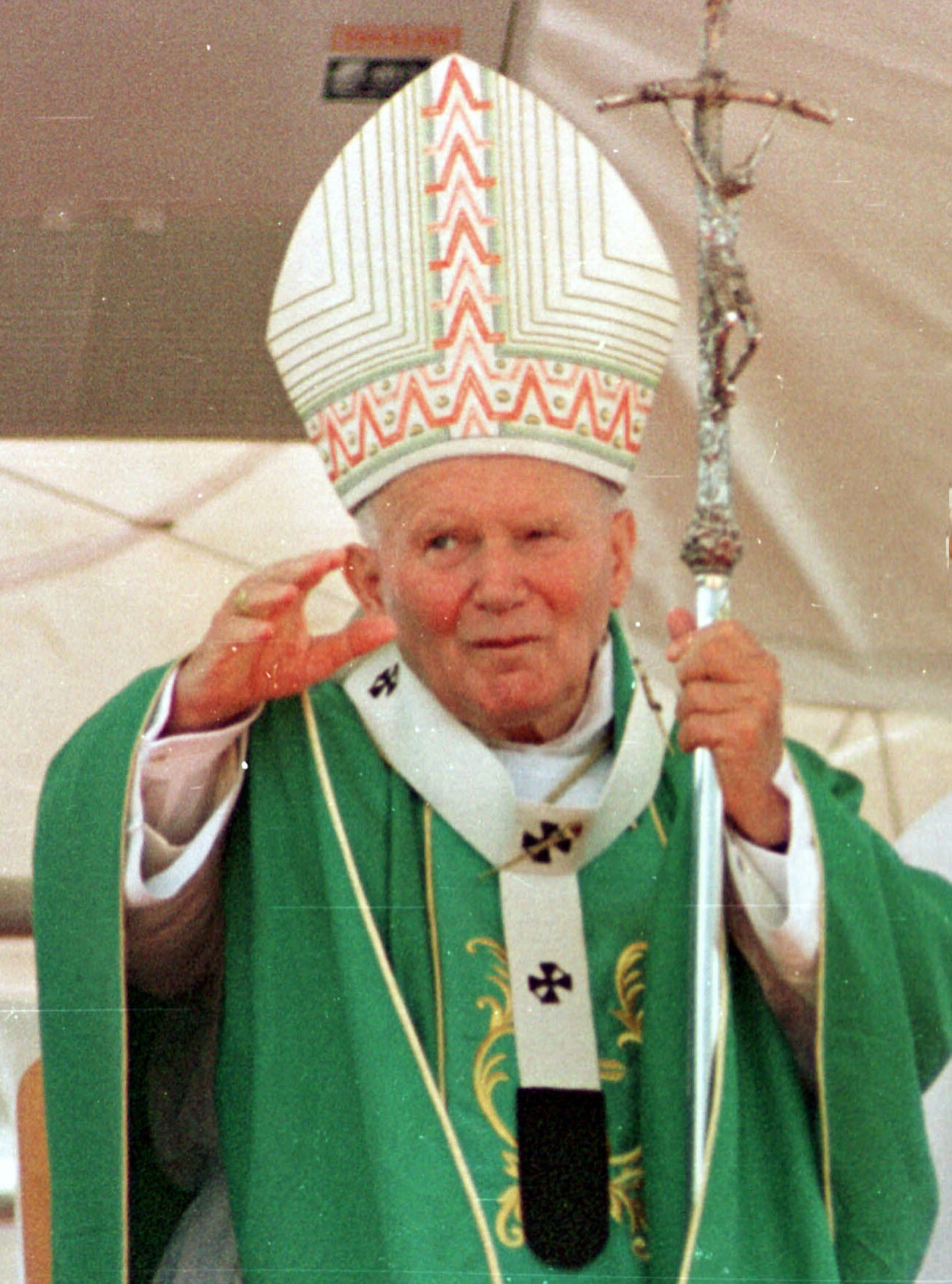
Papa João Paulo II com a férula criada por Lello Scorzellina.

Férula papal (do latim Ferula pontificalis: bastão pontifical) é uma insígnia papal, em forma de bastão alto encimado pela cruz. Rower (1947) define como um bastão, à guisa de cetro, que desde a Idade Média era colocado na mão do papa depois de sua eleição para significar o seu poder espiritual e temporal.

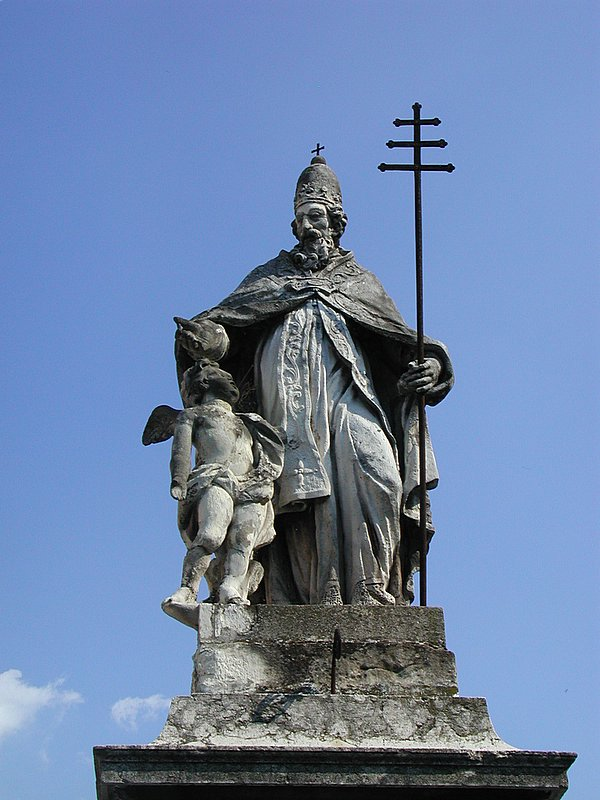
Papa Silvestre I portando a férula, com cruz papal.

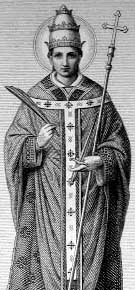
Papa Alexandre I

Cruz papal

A férula papal é similar ao báculo usado pelos bispos, diferencia-se pela parte superior em cruz, no lugar da voluta. Não há registros do uso do báculo pelos papas, pelo fato de sua voluta significar limitação de poder, o que não se aplica ao soberano pontífice. Não há, nos monumentos em Roma, registro iconográfico do uso do báculo pelos papas, indicando que o mesmo não fazia parte das insígnias papais. Ademais, Inocêncio III, no século XIII, escreve em seu De sacro altaris mysterio: “Romanus Pontifex pastorali virga non utitur” ("O Pontífice Romano não usa bastão pastoral").

## Idade Média
Desde a Alta Idade Média, se não antes, os papas fizeram uso da ferula pontificalis como insígnia de seu poder temporal. A forma não é bem conhecida; era, provavelmente uma vara encimada pela cruz. Na Idade Média, o papa, após sua eleição, ao tomar posse na Basílica de Latrão, recebia a férula como "signum regiminis et correctionis", ou seja, como símbolo de governo que inclui a punição e a penitência. A apresentação da férula era um ato importante; mas não possuía o mesmo significado que a imposição do pálio na coroação do papa. Na verdade, não era mais observada pelo menos desde o início do século XVI.

## Paulo VI
Depois de sua eleição em 1963, Paulo VI encomendou ao escultor napolitano Lello Scorzelli um bastão pastoral para as celebrações litúrgicas solenes. Esta obra, em prata, tomou da férula tradicional a forma da cruz, acrescentando-lhe o crucificado. Paulo VI usou essa insígnia, pela primeira vez, por ocasião do encerramento do Concílio Vaticano II, em 8 de dezembro de 1965. Mais tarde, ele a usou de forma análoga ao báculo episcopal. Paulo VI e João Paulo II usaram em certas ocasiões a cruz tríplice, com três travessas de comprimentos diferentes, chamada de cruz papal.

## Bento XVI
O papa Bento XVI usou inicialmente a férula criada pelo artista plástico Lello Scorzelli, adotada pelos papas Paulo VI, João Paulo I e João Paulo II. No Domingo de Ramos de 2008, Bento XVI passou a usar a férula de Pio IX, que já havia sido utilizada por João XXIII em várias cerimônias litúrgicas durante o Concílio Vaticano II.
No Advento de 2009, Bento XVI passou a usar a férula que lhe foi oferecida pelo Circolo San Pietro, semelhante à férula de Pio IX.
Na parte anterior da férula de Bento XVI apresentam-se o cordeiro pascal e os símbolos dos quatro evangelistas. Há também o motivo da rede, nos braços da cruz, aludindo a São Pedro.
No verso, encontram-se gravados o monograma de Cristo, e nas extremidades, quatro Padres da Igreja, dois do Ocidente e dois do Oriente: Agostinho e Ambrósio, Atanásio e João Crisóstomo. Na parte alta da haste, por baixo da cruz, está impresso o brasão do Papa Bento XVI.

## Uso litúrgico da férula
Os momentos litúrgicos da Missa nos quais o Papa porta, na mão esquerda, a férula são:
- Procissão de entrada.
- Proclamação do Evangelho.
- Homilia.
- Eventuais ritos sacramentais.
- Procissão de saída.